# Apornas planet (film, 1968)

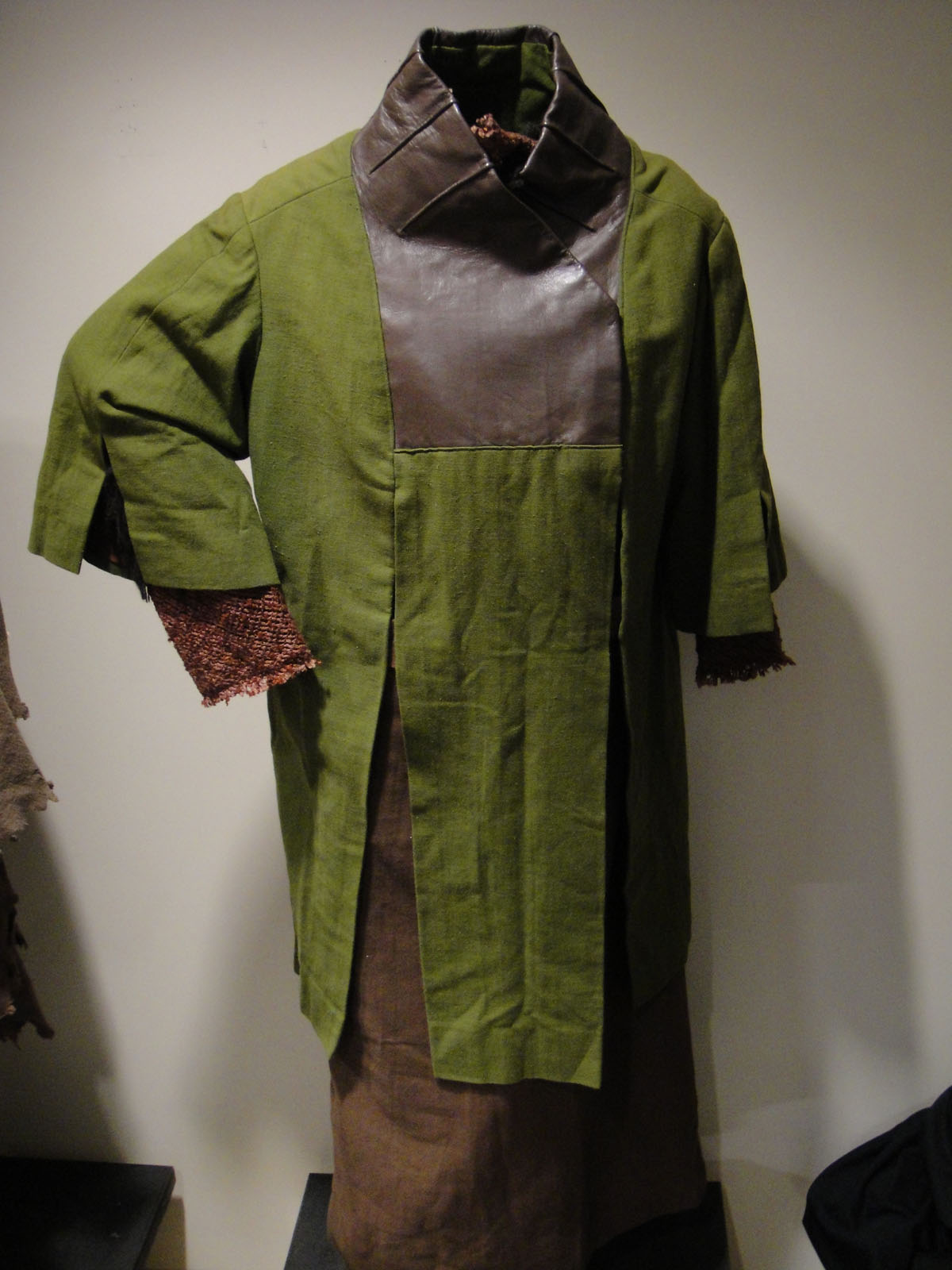
Kostym buren i filmen av Kim Hunter som Zira.

Apornas planet (engelska: Planet of the Apes) är en amerikansk science fiction-film från 1968 i regi av Franklin J. Schaffner. Huvudrollen som astronauten George Taylor spelas av Charlton Heston. Filmen är baserad på romanen med samma namn av Pierre Boulle. Den fick stor uppmärksamhet för sin annorlunda utformade samhällskritik där människor och apor byter plats. 

## Handling
Tre astronauter kraschlandar på en planet styrd av apor. De tas till fånga, placeras i bur och behandlas som nutidens apor. I slutet av filmen upptäcker George Taylor (spelad av Charlton Heston) att planeten de landat på är Jorden i framtiden. Detta inser han då han i filmens slutscener hittar ruinerna av Frihetsgudinnan.

## Rollista i urval
| Charlton Heston | – George Taylor    |
| Roddy McDowall  | – Cornelius        |
| Kim Hunter      | – Zira             |
| Maurice Evans   | – dr Zaius         |
| James Whitmore  | – mötesordföranden |
| James Daly      | – Honorious        |
| Linda Harrison  | – Nova             |
| Robert Gunner   | – Landon           |
| Lou Wagner      | – Lucius           |
| Woodrow Parfrey | – Maximus          |
| Norman Burton   | – jaktledare       |

## Om filmen
Filmen hade allmän biopremiär i USA den 3 april 1968 och Sverigepremiär den 6 maj 1968 på biograferna Rigoletto och Rival i Stockholm.
Filmen nominerades till två Oscars för Bästa kostym och Bästa filmmusik. John Chambers vann en hedersoscar för sitt arbete med sminket i filmen.

## Uppföljare
Filmen fick fyra uppföljare som gjordes mellan 1970 och 1973: Bortom apornas planet (1970), Flykten från apornas planet (1971), Erövringen av apornas planet (1972) och Slaget om apornas planet (1973).
År 2001 gjorde Tim Burton en nyinspelning av filmen: Apornas planet (2001).
En reboot av originalserien startades från 2011: Apornas planet: (r)Evolution (2011), Apornas planet: Uppgörelsen (2014), Apornas planet: Striden (2017) och Kingdom of the Planet of the Apes (2024).

### Fotnoter
1. ↑  ”Planet of the Apes” (på engelska). Box Office Mojo. 8 februari 1968. http://www.boxofficemojo.com/movies/?id=planetoftheapes.htm. Läst 28 september 2016.
2. ↑  ”Planet of the Apes”. Svensk filmdatabas. 6 maj 1968. http://www.sfi.se/sv/svensk-filmdatabas/Item/?itemid=12871&type=MOVIE&iv=Shows. Läst 28 september 2016.